# Gare de Gragnague
Gare de Gragnague vasútállomás Franciaországban, Gragnague településen.

## Vasútvonalak
Az állomást az alábbi vasútvonalak érintik:
- Brive-la-Gaillarde–Toulouse-vasútvonal

## Kapcsolódó állomások
A vasútállomáshoz az alábbi állomások vannak a legközelebb:
- Gare de Montrabé
- Gare de Montastruc-la-Conseillère